# Nova Aliança do Ivaí
Nova Aliança do Ivaí är en kommun i Brasilien.   Den ligger i delstaten Paraná, i den södra delen av landet, 1 000 km sydväst om huvudstaden Brasília. Antalet invånare är 1 433.
Trakten runt Nova Aliança do Ivaí består i huvudsak av gräsmarker. Runt Nova Aliança do Ivaí är det ganska glesbefolkat, med 43 invånare per kvadratkilometer.